# Neolindbergia cladomnioides
Neolindbergia cladomnioides är en bladmossart som beskrevs av H. Akiyama in H. Akiyama, T. Koponen och J.C. Norris 1991. Neolindbergia cladomnioides ingår i släktet Neolindbergia och familjen Pterobryaceae. Inga underarter finns listade i Catalogue of Life.